# 李餘慶
李余庆（?—?），字昌宗。北宋福州連江（今福建連江）人。
早年為國子博士。授应天府法曹参军，後知湖州归安县，通判秀州，升遷為殿中丞。六年,知興化軍。任上建築石堤，從平望連接至吴江，免除水患。天聖年間知常州，強於政事，“凶人惡吏，畏之如神”，晚年有疾，竟死於庸醫之手。有子李撰。